# Prohydata aurata
Prohydata aurata là một loài bướm đêm trong họ Geometridae.